# Szemere nemzetség
A  honfoglaló Huba vezértől leszármazó Szemere nemzetség (Scemura, Scemere, Zemere) ősi birtokai az egykori Komárom megye északkeleti részén, a Zsitva folyó bal partján terültek el.

## Története
A Szemere nemzetség ősi birtoka, nemzetségének fenntartója Szemere falu volt, de itt állt az a Hoba falu is, amelyet Anonymus Gesta Hungarorumában Hoba (Huba) nevű főúrként írt le; mikor azt állítja, hogy Árpád vezér Hobát tette meg nyitrai ispánná, és a Zsitva folyó vizétől a Tőzsök-erdőig (Tursok) terjedő földet adta neki. A nemzetséget azonban nem Hobáról, hanem Szemere nevű tagjáról nevezték el.
A Szemere nemzetség ősi birtokai: Kürt, Nyék (Jászfalu), Csúz, Szemere, Tajd, Hoba és Lót - egymás mellett és közelében fekvő településekből álltak Huba vezér volt téli szállása körül. E nemzetségből később a Komárom megyei Csúzi, Lóti és Szemerei családok származtak le.
A Szemere nemzetség Komárom vármegyei birtokai mellett rendelkezett nagyon régi Répce és Marcal menti birtokokkal is. A több megyére kiterjedő ősi birtokok arra utalnak, hogy „vezéri”, azaz törzsfői nemzetségről van szó.
A Szemere nemzetség leszármazásából csak töredékek ismertek okleveleinkből:

## Csúzi ág
- I. Szemere ispán (1290). Gyermekei:

- ismeretlen nevű lány (1290), kinek férje Kalászy Péter lett
- I. Sándor (1247) - a Csúzi család őse. Gyermekei:

- II. Miklós (1292)
- II. Szemere (1292)
- I. Jakab (1292)
- II. Benedek (1292)
A család pontos leszármazási viszonyait nem ismerjük. Tagjai a 14. századtól több fontos pozíciót is betöltöttek. A családhoz tartozott Csuzi János tengermelléki bán (1357-1358), Csuzdi János soproni főispán (1366-67), Csuzi Jakab beregi szolgabíró (1380), Csuzy János al-országbíró (1569), Csuzy Pál cs. kir. kamarás (1862).

## Lóti ág
- Dénes, kitől származott Iván (1292). Ivánnak egy lánya (1339) született, kinek férje Kövedi Bedes volt. Fiai voltak:

- Dezső (1336-1339)
- II. Sándor (1339)
- András (1339)
- II. János (1339)
- V. Tamás (1339)
- Ismeretlen őstől származó két ismeretlen testvér, melyek közül egyiknek két gyermeke:  Salamon és Özény voltak. Másik testvér fia Martonos volt.

- Salamon (neje Klára volt) egy leánygyermeke volt Erzsébet (1292), kinek férje Hindy Tamás lett.
- Özény fiai: 
Kázmér (1992)
II. Jakab (1292). Meghalt 1336 előtt. (neje Klára). II. Jakabnak fia volt Csuta (1336)
II. Jakab fiától Csutától (1336) és Dezső (1336-1339) fiaitól származtak le később a Lóti családok.